# Popeye: Beach Volleyball
Popeye: Beach Volleyball (ポパイのビーチバレーボール?) è un videogioco sportivo basato sul famoso personaggio di Braccio di Ferro. È stato pubblicato per Sega Game Gear nel 1994 solo in Giappone.

## Modalità di gioco
Lo sport su cui è incentrato il gioco è il beach volley. Il giocatore controlla Braccio di Ferro e deve realizzare 15 punti prima che l'avversario faccia altrettanto. Gli sfidanti sono alcuni dei principali antagonisti del fumetto.